# 키메라 (가수)

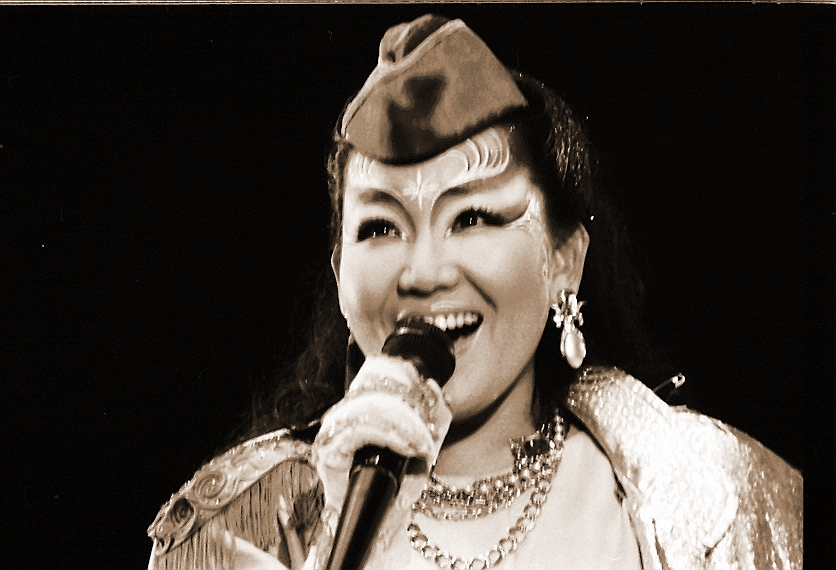
키메라

키메라(Kimera, 1954년 1월 10일 ~ )는 대한민국 출신의 팝페라가수이다. 본명은 김홍희, 본관은 경주이다. 키메라가 추구했던 음악 스타일은 '팝페라'라는 장르이며 키메라가 이 장르의 창시자이다. 키메라는 당시 한국 가수치고는 드물게 국외에서 주로 활동을 했는데, 주 무대는 스페인과 프랑스였다.
‘키메라’라는 예명은 자신의 성(姓)인 Kim과 음악 장르 중 하나인 Opera에서 따왔다. 그녀의 첫 번째 앨범은 'The Lost Opera'로 1985년 발매되었다.
성신여대 불어불문학과를 졸업하고 소르본누벨대학교대학원 불문학 석사학위를 받았다. 레바논 출신의 자본가 레이몽 나카시안(Raymond Nakachian)과 결혼하였다.
90년대 초반에 있었던 딸 납치사건을 계기로 가수 활동을 접었다가, 딸과 남편의 권유로 15년만에 공백을 깨고 2007년 11월 6집 앨범 With love caruso를 내며 다시 활동을 재개했다.

## 같이 보기
- 크로스오버 (음악)

## 참고 자료
- MBC 〈네버엔딩스토리〉- 키메라 편
- 키메라, 서페라 ‘카르마’ 주제곡 부른다 (뉴시스)